# در سایه سرو

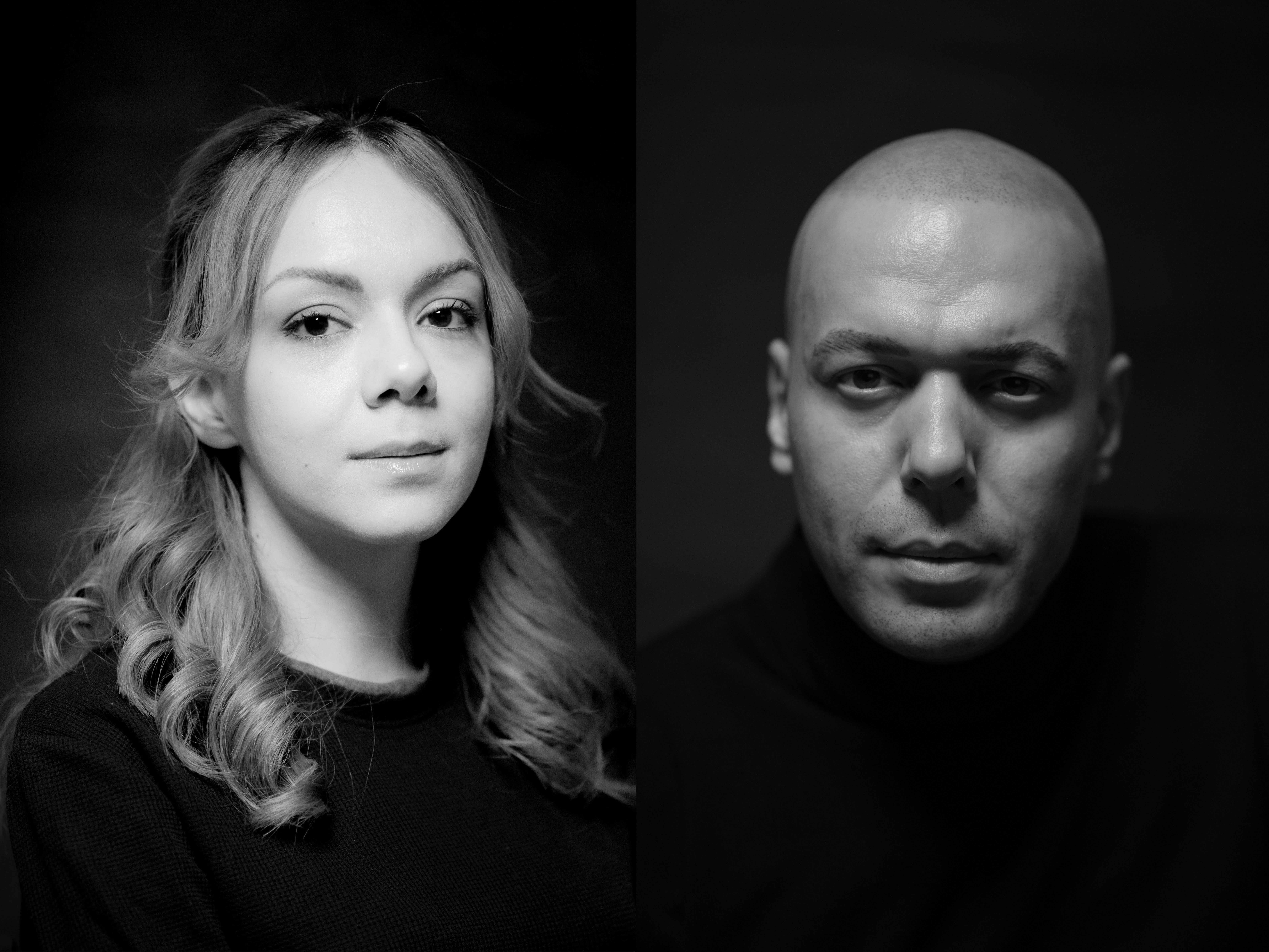
حسین ملایمی و شیرین سوهانی کارگردان

در سایهٔ سرو انیمیشن کوتاه ایرانی محصول ۱۴۰۲ به کارگردانی مشترک شیرین سوهانی و حسین ملایمی محصول کانون پرورش فکری کودکان و نوجوانان است. این انیمیشن روایتگر زندگی یک ناخدا و دختر اوست که در خانه‌ای کوچک دور از مردم زندگی می‌کنند.
در سایه سرو در نود و هفتمین دورهٔ جوایز اسکار در سال ۲۰۲۵ برندهٔ جایزهٔ اسکار بهترین انیمیشن کوتاه شد. این انیمیشن پس از جدایی نادر از سیمین (۱۳۸۹) و فروشنده (۱۳۹۴)، سومین اثر تاریخ سینمای ایران است که جایزهٔ اسکار را به دست آورده است.

## داستان
یک ناخدا که از اختلال استرس پس از سانحه رنج می‌برد، با دخترش در خانه‌ای کوچک در کنار دریا و دور از مردم زندگی می‌کند. آن‌ها باید با چالش‌های یک زندگی سخت روبرو شوند.

## افتخارات و جوایز
در سایهٔ سرو در نود و هفتمین دوره جوایز اسکار در سال ۲۰۲۵ نامزد اسکار بهترین انیمیشن کوتاه شد و در نهایت این جایزه را کسب کرد.
| سال  | جایزه                                            | دسته‌بندی                                          | وضعیت    | منبع          |
| ---- | ------------------------------------------------ | ------------------------------------------------- | -------- | ------------- |
| ۲۰۲۵ | نود و هفتمین دوره جوایز اسکار                    | جایزه اسکار بهترین پویانمایی کوتاه                | برنده    | [ ۱۲ ] [ ۱۳ ] |
| ۲۰۲۴ | جشنواره فیلم ترایبکا                             | بهترین پویانمایی کوتاه                            | برنده    | [ ۱۴ ]        |
| ۲۰۲۴ | جشنواره بین‌المللی فیلم کوتاه لس‌آنجلس (LA Shorts) | بهترین پویانمایی                                  | برنده    | [ ۱۵ ]        |
| ۲۰۲۴ | جشنواره بین‌المللی فیلم انیمایو                   | جایزه بزرگ هیئت داوران برای بهترین فیلم بین‌المللی | برنده    | [ ۱۶ ]        |
| ۲۰۲۴ | جشنواره SPARK Animation                          | بهترین نمایش                                      | برنده    | [ ۱۷ ]        |
| ۲۰۲۴ | جشنواره بین‌المللی فیلم Lebu                      | بهترین فیلم کوتاه (پویانمایی بین‌المللی)           | برنده    | [ ۱۸ ]        |
| ۲۰۲۴ | جشنواره بین‌المللی فیلم انیمیشن انسی              | جایزه کریستال برای بهترین فیلم کوتاه              | نامزدشده | [ ۱۹ ]        |
| ۲۰۲۴ | جشنواره بین‌المللی فیلم کوتاه کلرمون-فران         | جایزه Canal+                                      | نامزدشده | [ ۲۰ ]        |
| ۲۰۲۴ | جشنواره بین‌المللی فیلم ملبورن                    | جایزه شهر ملبورن                                  | نامزدشده | [ ۲۱ ]        |
| ۲۰۲۴ | پنجاه و دومین دوره جوایز آنی                     | جایزه آنی برای بهترین موضوع پویانمایی کوتاه       | نامزدشده | [ ۲۲ ]        |
| ۲۰۲۴ | جشنواره فیلم خیرونا                              | بهترین داستان عاشقانه                             | برنده    |               |
| ۲۰۲۳ | جشنواره بین‌المللی فیلم ونیز                      | جایزه افق‌های ونیز برای بهترین فیلم کوتاه          | نامزدشده | [ ۲۳ ]        |

## تولید
طبق اعلام معاون تولید کانون پرورش فکری کودکان و نوجوانان، این انیمیشن سال ۱۳۹۵ در کانون کلید زده شد و تولید آن حدود ۵ سال زمان برد و کانون هیچ تغییری در فیلمنامه این انیمیشن ایجاد نکرد.  اسم موقت این انیمیشن در طرح اولیه، «دختر جنوبی» بود.

## بازتاب‌ها
- سازمان سینمایی کشور با صدور پیامی این انیمیشن را اثر انسانی و اخلاقی معرفی کرد و  کسب اسکار را افتخاری بزرگ برای سینمای ایران و عرصه پویانمایی کشور دانست.[نیازمند منبع]
- خانه سینما و مرکز گسترش سینمای مستند و تجربی نیز در پیام‌های جداگانه‌ای، دریافت اسکار بهترین انیمیشن کوتاه را به سازندگان «در سایه سرو» تبریک گفتند.[نیازمند منبع]

## حواشی
- اسماعیل سیاوشی دبیر دوم کمیسیون فرهنگی مجلس شورای اسلامی بعد از مراسم اسکار اعلام کرد: «قرار است یک جلسه برگزار شود تا برای حواشی که سازندگان انیمیشن در سایه سرو در مراسم اسکار به‌وجود آوردند، تصمیم‌گیری شود.»[نیازمند منبع]